# Вентрикуларни систем
Вентрикуларни систем или коморски систем мозга представља скуп међусобно повезаних комора испуњених цереброспиналном течношћу. Коморски систем се наставља на централни канал кичмене мождине. Цео систем, заједно са централним каналом, обложен је епендимским ћелијама које представљају посебно диференциране ћелије епитела.

## Структура
Вентрикуларни систем човека се састоји из четири коморе:
- Латералне коморе (по једна у левој и десној хемисфери)
- Трећа мождана комора
- Четврта мождана комора

### Латералне коморе
Латералне коморе су парне структуре, смештене испод леве и десне хемисфере великог мозга. Састоје се из чеоног рога, средишњег дела, потиљачног рога и слепоочног рога. Средишњи део је повезан са трећом можданом комором преко Монроовог отвора.

### Трећа мождана комора
Налази се у међумозгу између левог и десног таламуса, док њен под чини хипоталамус. Садржи бројна испупчења, а преко Силвијевог аквадукта је повезана са четвртом можданом комором.

### Четврта мождана комора
Смештена је у можданом стаблу. Њен кров чини мали мозак, а под граде продужена мождина и део можданог моста. Четврта комора је проширена и личи на рог (лат. rogoidea). Садржи три отвора, a преко средишњег се цереброспинална течност одлива у субарахноидни простор мозга.

## Развој
Структуре вентрикуларног система су ембриолошки изведене из нервног канала, центра неуралне цеви.
Као део примитивне неуралне цеви који ће се развити у мождано стабло, нервни канал се шири дорзално и бочно, стварајући четврту комору, док се неурални канал који се не шири и остаје исти на нивоу средњег мозга изнад четврте коморе формира церебрални аквадукт. Четврта комора се сужава на обесу (у каудалној медули), да би постала централни канал кичмене мождине.
Детаљније, око треће недеље развоја, ембрион је трослојни диск. Ембрион је на дорзалној површини прекривен слојем ћелија који се назива ектодерм. У средини дорзалне површине ембриона налази се линеарна структура која се зове нотохорда. Како се ектодерм размножава, нотохорда се увлачи у средину ембриона у развоју.
Како се мозак развија, до четврте недеље ембриолошког развоја унутар ембриона око канала, у близини места где ће се развити глава, формирају се три отока позната као мождане везикуле. Три примарне мождане везикуле представљају различите компоненте централног нервног система: прозенцефалон, мезенцефалон и ромбенцефалон. Они се заузврат деле на пет секундарних везикула. Како се ови делови развијају око неуралног канала, унутрашњи нервни канал постаје познат као примитивне коморе. Они формирају вентрикуларни систем мозга. Неуралне матичне ћелије мозга у развоју, углавном радијалне глијалне ћелије, облажу вентрикуларни систем у развоју у пролазној зони која се назива вентрикуларна зона.
Прозенцефалон се дели на теленцефалон, који чини кортекс развијеног мозга, и диенцефалон. Вентрикуле које се налазе у теленцефалону постају бочне коморе, а коморе у диенцефалону постају трећа комора.
Ромбенцефалон се дели на метенцефалон и миеленцефалон. Вентрикуле које се налазе у ромбенцефалону постају четврта комора, а коморе које се налазе у мезенцефалону постају Силвијев аквадукт.
Предње рогове бочних комора одваја септум пелуцидум: танка, троугласта, вертикална мембрана која се простире као лист од корпус калосум до форникса. Током трећег месеца феталног развоја, између две септалне ламине формира се простор, познат као пећина септум пелуцидум, што је маркер за неурални развој фетуса. Током петог месеца развоја, ламине почињу да се затварају и ово затварање се завршава отприлике три до шест месеци након рођења. Фузија септалних ламина се приписује брзом развоју алвеа хипокампуса, амигдале, септалних једара, форникса, жутог тела и других структура средње линије. Недостатак таквог лимбичког развоја прекида ову постериорну и предњу фузију, што резултира наставком ЦСП у одраслом добу.

## Функције
Главна улога цереброспиналне течности је заштитна улога од потреса и удараца. Друга битна улога јесте одржавање хомеостазе централног нервног система. Ћелије хороидног плексуса одржавају хемијску стабилност цереброспиналне течности. Оне активно секретују различите протеине и јоне, обезбеђујући мозгу течну унутрашњу средину која има стабилан хемијски састав. Транспортна функција хороидног плексуса обухвата преношење глукозе, амино-киселина, витамина и гвожђа у мозак, док екскреторна функција обухвата уклањање непотребних продуката метаболизма ћелија нервног система.

### Заштита мозга
Мозак и кичмена мождина су прекривени можданим овојницама, три заштитне мембране чврсте тврде опне, арахноидне опне, и меке опне. Цереброспинална течност (ЦСТ) унутар лобање и кичме пружа даљу заштиту, а такође и пловност, а налази се у субарахноидном простору између меке опне и паучинасте опне.
ЦСТ који се производи у вентрикуларном систему такође је неопходан за хемијску стабилност и обезбеђивање хранљивих материја потребних мозгу. ЦСТ помаже у заштити мозга од трзаја и удараца у главу, а такође пружа узгону и подршку мозгу против гравитације. (Пошто су мозак и ликвор слични по густини, мозак лебди у неутралном узгону, суспендован у ликвору.) Ово омогућава мозгу да расте у величини и тежини без ослањања на дно лобање, што би уништило нервно ткиво.

## Хороидни плексус
Дуж зида канала сваке коморе налазе се ћелије хороидног плексуса (лат. Plexus chorideus). Оне су одговорне за стварање, циркулацију и одстрањивање цереброспиналне течности. То су модификоване епендимске ћелије које су спојене чврстим међућелијским везама, а на својој површини образују микровиле. Цилије које се налазе између микровила су одговорне за покретање цереброспиналне течности. Ћелије хороидног плексуса специфичне су по позицији Na+/K+ пумпи које се налазе на апикалној страни, што није одлика ћелија у другим органским системима. Оне у потпуности изолују цереброспиналну течност од капилара.